# Phragmotheca leucoflora
Phragmotheca leucoflora là một loài thực vật có hoa trong họ Cẩm quỳ. Loài này được D.R. Simpson miêu tả khoa học đầu tiên năm 1982.